# Rafael Pedrosa Díaz
Rafael Pedrosa Díaz (Sevilla, 4 de mayo de 2004) es un deportista español que compite en piragüismo en la modalidad de aguas tranquilas.
Ganó una medalla de plata en el Campeonato del Mundo Junior y U23 de 2021, disputado en Montemor-o-Velho, en la prueba de C4 500 m, junto con Ander Aragón, David Bautista, y Yoel Becerra.